# All About Us
All About Us är en låt framförd av den ryska musikgruppen Tatu. Den är skriven av Billy Steinberg, Jessica Origliasso, Lisa Origliasso och Josh Alexander. Singeln släpptes i juli 2005 och fungerar som den första singeln från gruppens andra engelska studioalbum Dangerous and Moving.
Låten blev en internationell hit och nådde höga placeringar på de nationella singellistorna i ett flertal länder. Den tillhörande musikvideon till låten hade fler än 25 miljoner visningar på Youtube i mars 2013.

## Listplaceringar
| Lista               | Topplacering |
| ------------------- | ------------ |
| Australien          | 39           |
| Belgien (Flandern)  | 11           |
| Belgien (Vallonien) | 4            |
| Finland             | 4            |
| Frankrike           | 7            |
| Italien             | 4            |
| Nederländerna       | 39           |
| Norge               | 10           |
| Schweiz             | 9            |
| Sverige             | 6            |
| Österrike           | 3            |